# Аванесян Ашот Дадікоєвич
Аванесян Ашот Дадікоєвич
17.06.1964 р. н., Варташен, Азербайджан РСР,
Учасник Помаранчевої революції (2004 р.) і Революції гідності (2014 р.)
- Заслужений працівник культури України
- Член Ради міжнаціональної злагоди при Кабінеті Міністрів України
- Президент Всеукраїнської громадської організації «Національний конгресс вірмен України»
- Президент приватного підприємства «БЛЕКБЕРРІ ГРУП»
- Голова громадської організації «Рада національних спільнот України»

## Біографія
Народився 17 червня 1964 р. у селі Джалуд (Азербайджан РСР).
З 1983-1985 р.р. – служив у лавах Збройних Сил СРСР у Забайкальському військовому окрузі (Іркутськ).
З 1988-1989 р.р. Аванесян А. Д. веде активну громадську діяльність, спрямовану на збереження та розвиток культури і мови представників вірменської діаспори, національних спільнот України та збагачення міжнаціональних відносин.
Ініціатор створення та засновник Всеукраїнської асоціації громадських організацій «Спілка вірмен України». 1 липня 2001 р. Аванесян А. Д. обраний першим президентом «Спілки вірмен України».
З 2002 р. перший віце-президент громадської організації «Рада національних товариств України». 
У 2007 р. очолив Спілку громадськихорганізацій «Рада національно-культурних громад». На посаді голови Ради Аванесян А. Д. провів плідну діяльність з метою об’єднання громадських організацій міста Києва та України на підставі спільних інтересів щодо захисту законних інтересів членів етнічних товариств та відродження національно-культурних цінностей.
У 2008 р. працював заступником голови Ради з питань етнонаціональної політики при Президентові України на громадських засадах (на прохання голови Ради Удовенка Г. Й.).
У 2009 р. обраний головою Ради Всеукраїнських громадських організацій національних меншин України при Державному комітеті у справах національностей та релігій.
З 2014 р. у зв’язку зі складною політичною та соціально-економічною ситуацією в країні, діяльність «Ради національно-культурних громад» значно активізувалася. Під керівництвом Аванесяна А. Д. було ініційовано та реалізовано багато благодійних акцій і культурних програм на підтримку національної єдності України. На постійній основі надається допомога воїнам АТО (ООС), організовано збір гуманітарної допомоги членам малозабезпечених сімей військовослужбовців, сім’ям Героїв Небесної Сотні та патріотів України, які загинули під час участі в АТО (ООС), дітям-сиротам та дітям, батьки яких є полоненими або пропали безвісти.
З метою досягнення міжнаціональної злагоди в суспільстві 7 травня 2014 р. «Рада національно-культурних громад» оголосила Меморандум «Про міжнаціональну згоду в Україні» із закликом об’єднати зусилля для збереження єдності української нації, цілісності території держави, досягнення миру і злагоди в суспільстві та протидії поширенню екстремізму і міжнаціональної ворожнечі.
З 2015 р. – очолює громадську організацію «Рада національних спільнот України».
Під керівництвом Аванесяна А. Д. Рада виступила організатором та співорганізатором понад 500 масових культурно-просвітницьких заходів.
Серед ключових заходів протягом 2015 – 2020 р. р. можна виділити такі:
- Всеукраїнський «Форум національних спільнот України»
- Всеукраїнський фестиваль «Всі ми діти твої, Україно!» імені Героя України, видатного діяча етнонаціонального руху та засновника фестивалю – Іллі Левітаса до Дня захисту дітей
- Всеукраїнський фестиваль «Етнофольклорама»
- Всеукраїнська конференція до Дня Незалежності України: досягнення та перспективи розвитку державної етнонаціональної політики»
- Інтелектуальний форум «Європейська платформа з прав національних спільнот»
- Виїзні засідання Президії Ради у всіх регіонах України
- Круглі столи до Дня Соборності України
- Круглі столи до Міжнародного дня рідної мови
- Круглі столи за участю представників органів державної влади
- Новорічні та Різдвяні свята
- Всеукраїнська громадська платформа «Вірменія – Україна: Діалог культур» за участю представників органів державної влади України та Вірменії і керівників етнічних спільнот України
- Відкриття першого пам’ятника українському поетові, художнику та національному символу України Тарасові Шевченку в Єревані
- 30-річчя руху національних спільнот України та 10-річчя Національного конгресу вірмен України
- Міжнародна конференція «Будуймо нову європейську країну разом»
- Міжнародна науково-практична конференція: «Сучасні методи лікування в клінічній онкології»
- Навруз – свято нового життя, миру і весни»
- Тарас Шевченко мовами національних спільнот
- Шаховий бліцтурнір «Травневі зорі» до Дня Європи в Україні під гаслом «Шахи не мають національності»
- Всеукраїнський міжнаціональний футбольний турнір
- Всеукраїнський фестиваль корейської культури та мистецтв «Кореяда»
- Всеукраїнські фестивалі національних культур (спільнот) «Дружба», «Ми – українські We are Ukrainian»
- Обласний фестиваль національних спільнот «Київщина – сузір’я злагоди» до Міжнародного дня миру
- Концертні програми для ветеранів війни та воїнам-патріотам АТО (ООС) у санаторіях; спортивно-розвиваючі заходи для дітей сиріт та людей з особливими потребами, які мешкають в дитячих будинках та будинках для літніх людей
- Телевізійні проекти патріотичного спрямування та благодійні акції на підтримку національної єдності України
- Церемонія нагородження M1 Music Awards (співпраця з гуртом «Антитіла») та ін.

Відповідно до нормативно-правової бази у сфері етнонаціональних відносин здійснено низку важливих наукових і практичних заходів, спрямованих на гармонізацію міжнаціональних відносин, збереження міжнаціональної злагоди в суспільстві, розвитку культурної, мовної, етнічної та релігійної самобутності етносів України.

## Освіта
Аванесян А. Д. навчався у Московському торгово-економічному інституті (1990 р.) на економіста та Харківському національному економічному університеті (аспірантура, 1997 р.).

## Наукова робота
Аванесян А. Д. має наукові статті на теми розвитку культури національних спільнот і міжнаціональних відносин. Засновник інформаційно-аналітичної газети Ради національних спільнот України – «Національний Діалог» (свідоцтво про державну реєстрацію друкованого засобу масової інформації Серія КВ №22943-12843Р),автор книги «Організації Ради національних спільнот України», «Вірменська громада України», творець документального фільму «Нащадки Давида Сасунци», автор та керівник щомісячної газети і тв-проекту «Вірменський час», «Вірменський вісник», «Київ етнічний», «Канч» та «Погляд XXI століття».
Численні публікації Аванесяна А. Д., інформація про його участь у конференціях, публічних заходах, теми виступів висвітлені на сторінках газети «Національний Діалог», на сайтах очолюваних ним організацій:
www.radaspilnot.org.ua [Архівовано 22 квітня 2022 у Wayback Machine.], www.arm-congress.com.ua [Архівовано 1 квітня 2022 у Wayback Machine.] та в групах у соціальній мережі Facebook:
www.facebook.com/radaspilnot [Архівовано 28 квітня 2019 у Wayback Machine.] – Рада національних спільнот України
www.facebook.com/groups/2031448797144962 – Друзі Ради національних спільнот України

## Сімейний стан
Одружений, має доньку та сина.

## Нагороди, почесні звання
За багаторічну громадську діяльність і особистий вклад у розвиток міжнаціональних відносин в Україні Аванесян А. Д. нагороджений:
- Почесним званням «Заслужений працівник культури України»;
- Відзнакою Президента України орденом «За заслуги» III ступеня;
- Відзнакою Президента України «За гуманітарну участь в антитерористичній операції»;
- Відзнакою Президента України – ювілейною медаллю «20 років незалежності України»;
- Почесною грамотою Верховної Ради України – «За особливі заслуги перед Українським народом»;
- Почесною грамотою Кабінету Міністрів України – «За вагомий особливий внесок у забезпечення розвитку культури, збереження міжнаціональної злагоди в Україні та високий професіоналізм»;
- Нагрудним знаком «Почесна відзнака Державного комітету України у справах національностей та релігій»;
- Нагрудним знаком «Знак пошани» Київського міського голови;
- Заохочувальною відзнакою Міністерства оборони України – медаль «За сприяння Збройним Силам України»;
- Відзнакою Національної академії наук України «За професійні здобутки»;
- Відзнакою Української православної церкви Київського патріархату – Медаллю «За жертовність і любов до України»;
- Відзнакою Фонду пам’яті Блаженнішого Митрополита Володимира;
- Почесною відзнакою Українського фонду культури «За подвижництво в культурі»;
- Почесною відзнакою Асоціації ветеранів внутрішніх військ та національної гвардії України війни «СЛАВА І ЧЕСТЬ»;
- Медаллю «Комітас» Міністерства Діаспори Республіки Вірменія;
- Золотою медаллю Міністерства культури Республіки Вірменія;
- Званням «Посол Миру»;
- Званням «Міжнародний Посол Миру»;
- Званням «Академік» Академії політичних наук України;
- Званням «Академік» Всесвітньої академії наук комплексної безпеки;
- Подякою Прем’єр-міністра України – «За вагомий особистий внесок у забезпечення розвитку культур національних меншин в Україні, збереження міжнаціонального миру і злагоди в українському суспільстві»;
- Почесною відзнакою Міністерства культури і мистецтв України – «За вагомий особистий внесок у забезпечення розвитку культури, збереження міжнаціональної злагоди в Україні та високий професіоналізм»;
- Подякою Київського міського голови – «За вагомий особистий внесок у соціально-економічний і культурний розвиток України та її столиці – міста Києва, вагомі досягнення у професійній та громадській діяльності, багаторічну самовіддану працю та з нагоди 17-ї річниці незалежності України»;
- Подякою державної міграційної служби України – «За зразкове виконання службових зобов’язань, високий професіоналізм та особистий внесок у виконанні завдань у сферах міграції»;
- Почесною відзнакою Координаційної ради при Президентові України з питань соціального і правового захисту військовослужбовців, працівників міліції, митної служби та членів їх сімей «Лицар Мужності» – за проявлену волю, патріотизм і мужність у справі захисту незалежності України;
- Золотою зіркою «Герой козацького народу»;
- Ювілейний орден «Різдво Христове-2000»;
- Грамотою Митрополита Київського і всієї України, предстоятеля Української Православної церкви «За заслуги перед Українською Православною Церквою та з нагоди 2000-річчя Різдва Хрестового»;
- Орденом Української автокефальної православної церкви «За відданість»;
- Громадською нагородою «За участь у визвольній війні»
- Медаллю «Відвага і честь» «За вагомий внесок у розвиток дружби між народами, благодійну діяльність, а також у розвиток лицарського ордену»;
- Дипломом «За заслуги перед Україною та Лицарським орденом»;
- Громадською відзнакою, яка вручається активістам Революції Гідності, громадським діячам, особам активно приймаючим участь в захисті інтересів громади, волонтерам та учасникам АТО «За участь у визвольній боротьбі»;
- Лицарським Орденом Крила Святого Михаїла;
- Відзнакою Духовного управління мусульман України «Умма» – медаллю «За служіння ісламу та Україні»;
- Медаллю  міжнародної громадської організації «Родина Мазеп» – «Князь Іван Мазепа – Гетьман обох сторін Дніпра»;
- Орденом Святого Рівноапостольного князя Володимира Великого ІІІ-го та ІІ –го ступеня Української Православної Церкви Київського Патріархату «За заслуги в відродження духовності в Україні та утвердження Помісної Православної Церкви»;
- Золотою зіркою мецената Міжнародного дитячого та юнацького фестивалю-конкурсу «ДУХОВНІ ДЖЕРЕЛА» з благословення Святійшого Патріарха Київської і всієї Руси-України Філарета «За активну громадянську позицію та вагомий особистий внесок в розвиток мистецтва, відродження духовності Українського народу та патріотичне виховання молоді» (2018 р.).

Має численні нагороди козацтва України, міжнародних фондів та організацій.